# تئودور کیتلسن
تئودور کیتلسن (نروژی: Theodor Kittelsen; ۲۷ آوریل ۱۸۵۷ – ۲۱ ژانویهٔ ۱۹۱۴) نقاش و تصویرگر اهل نروژ بود. او از محبوبترین هنرمندان نروژ است و بیشتر به‌خاطر نقاشی‌هایش از طبیعت، افسانه‌ها، متل‌ها و به‌ویژه ترول‌های افسانه‌ای شهرت دارد.

## نگارخانه

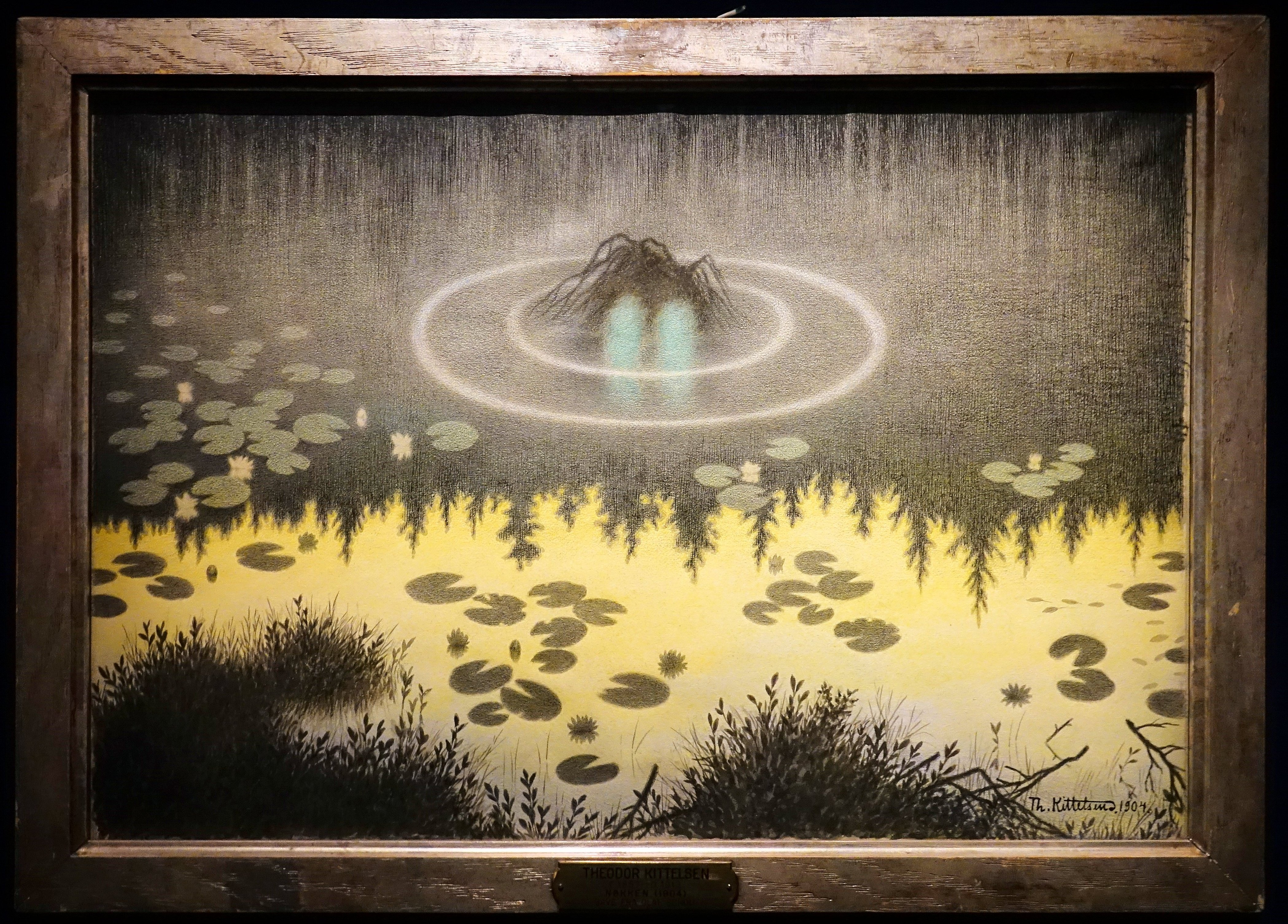
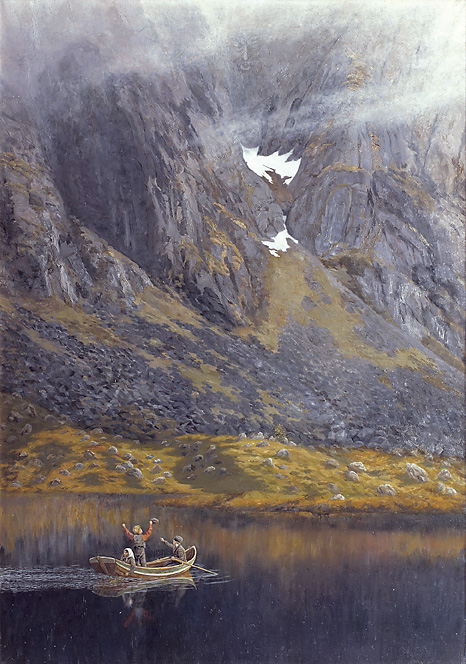
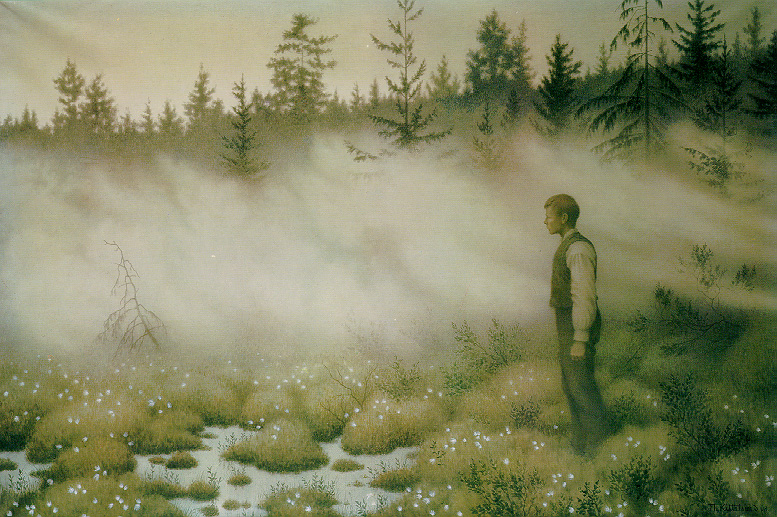
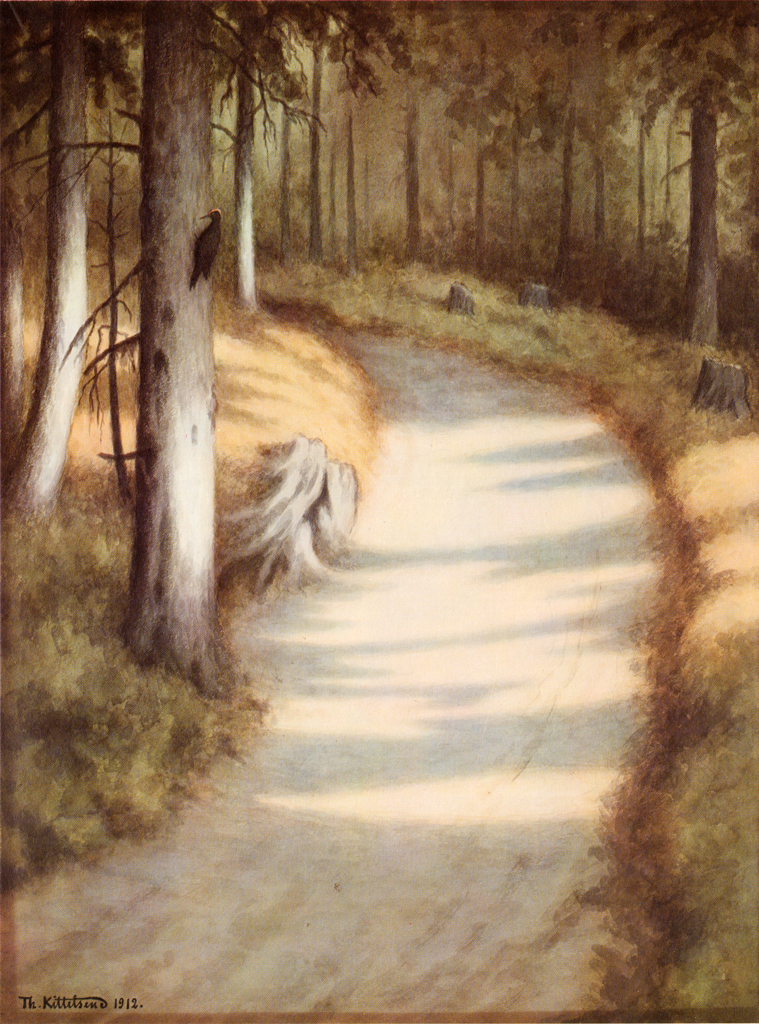
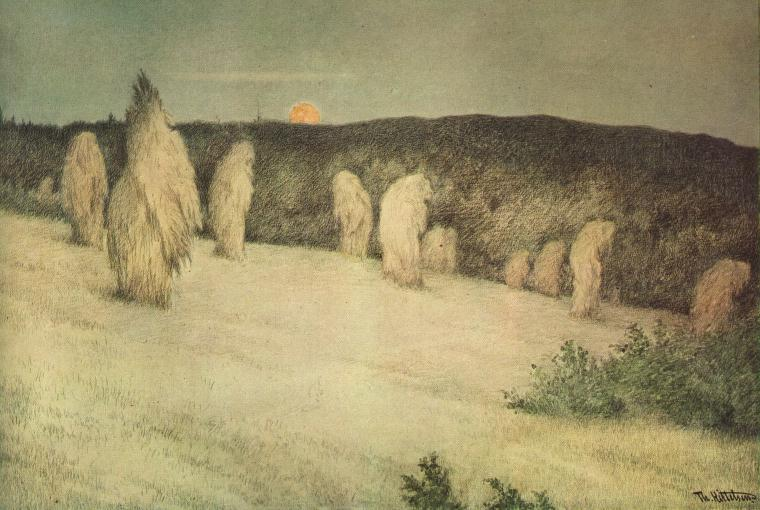
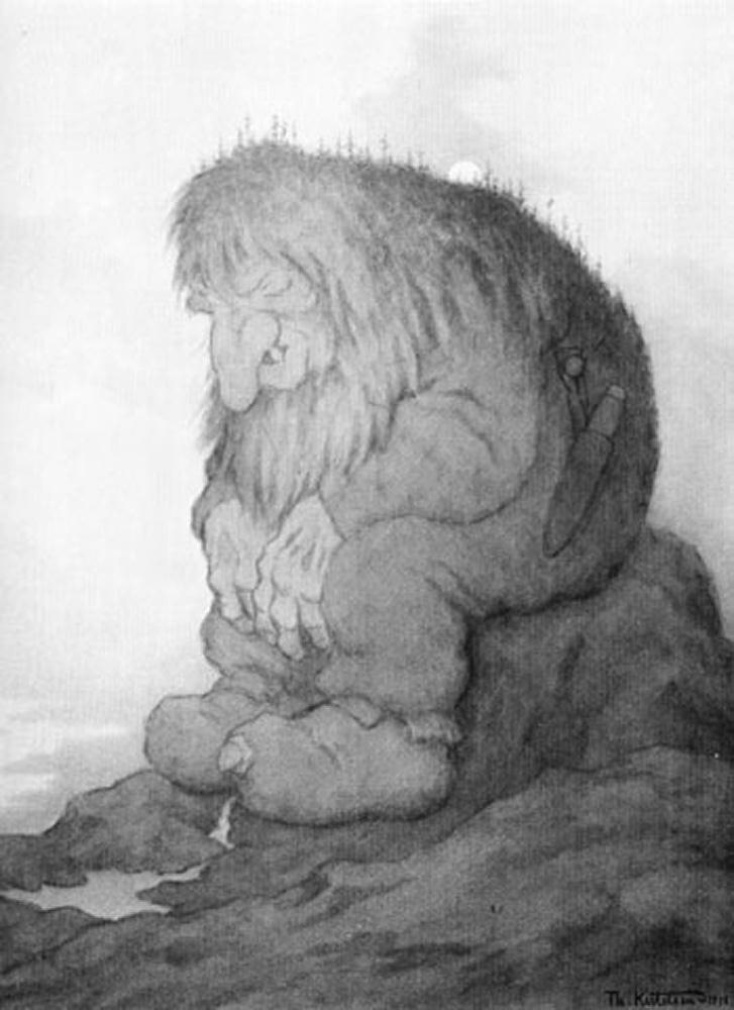
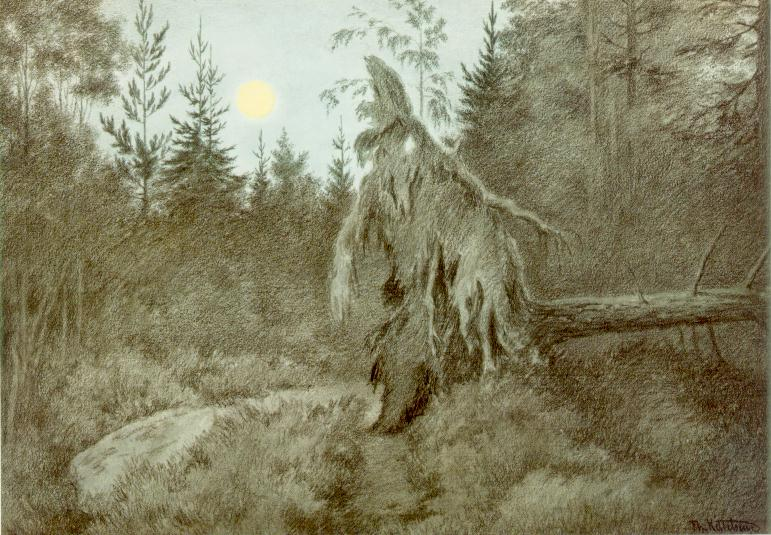
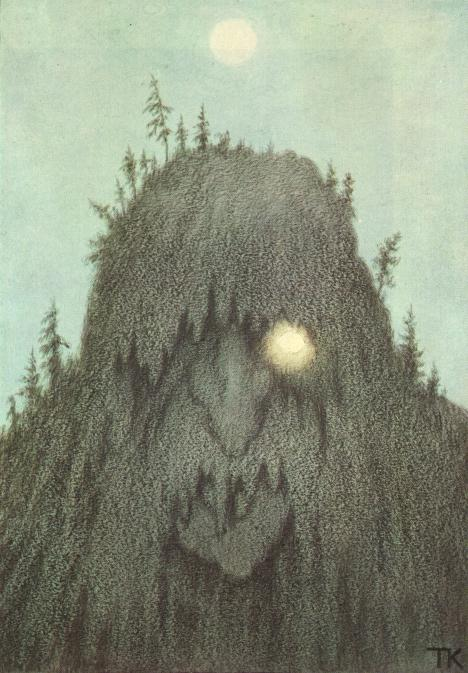
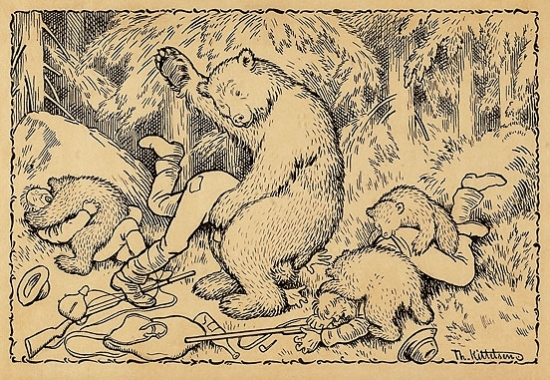
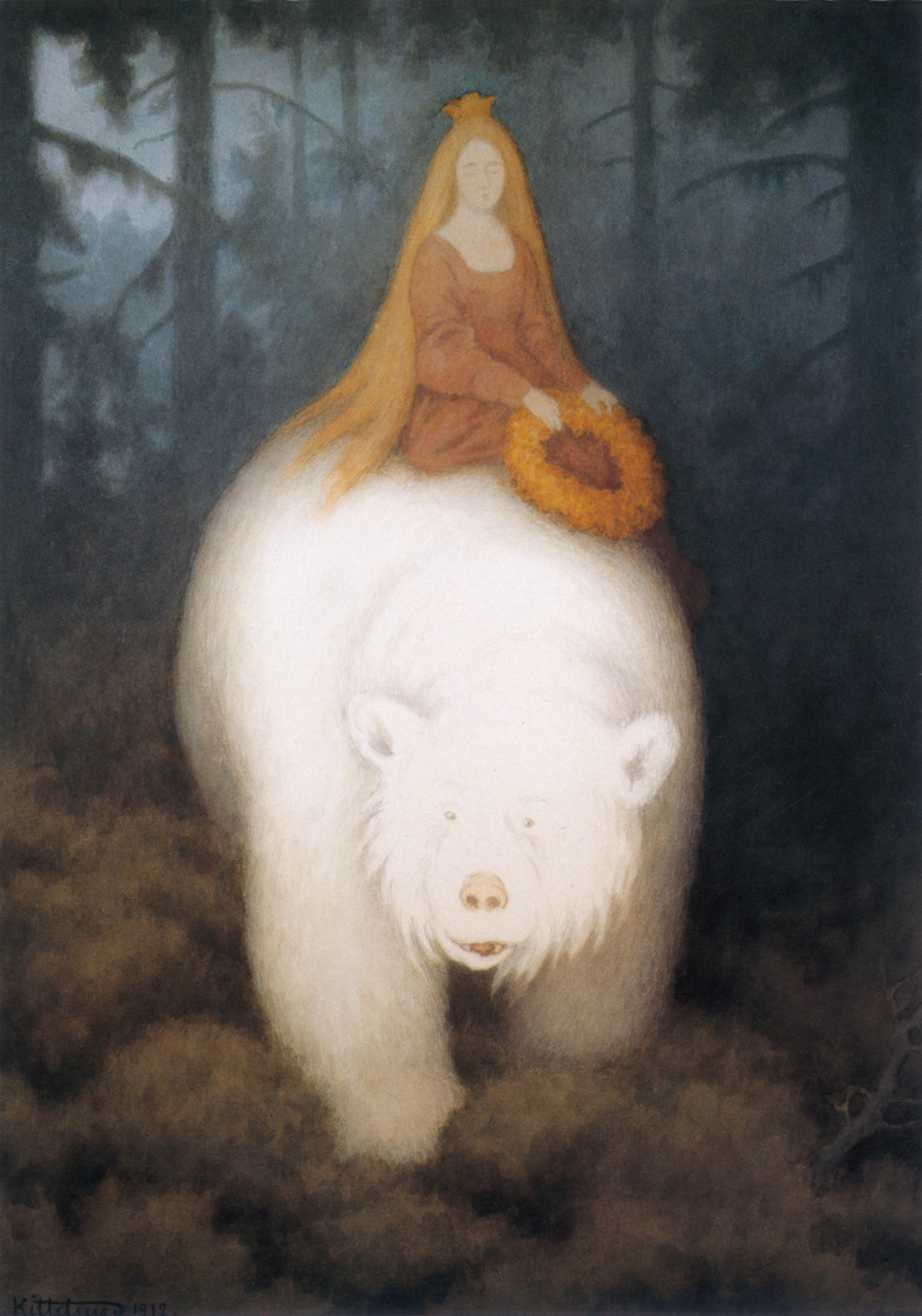
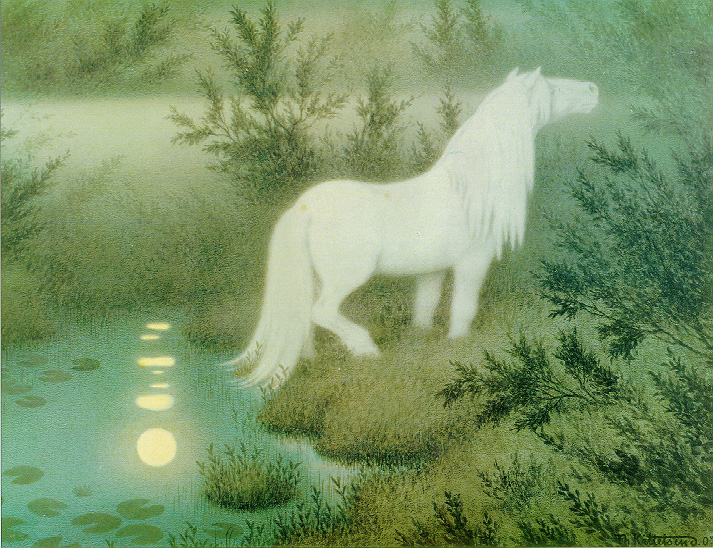
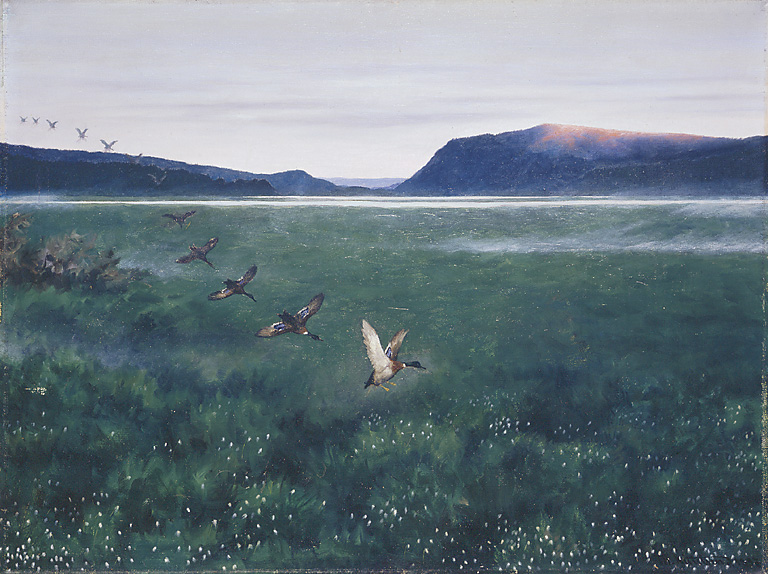
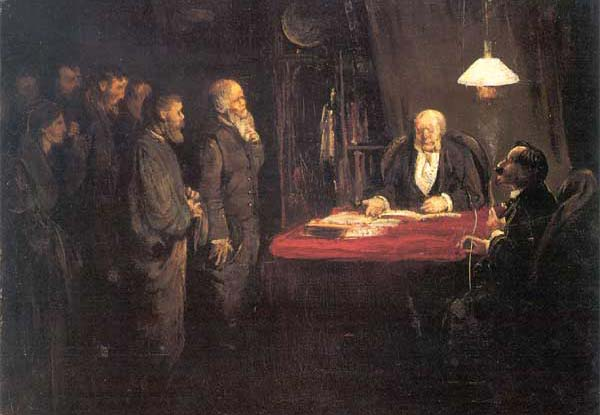
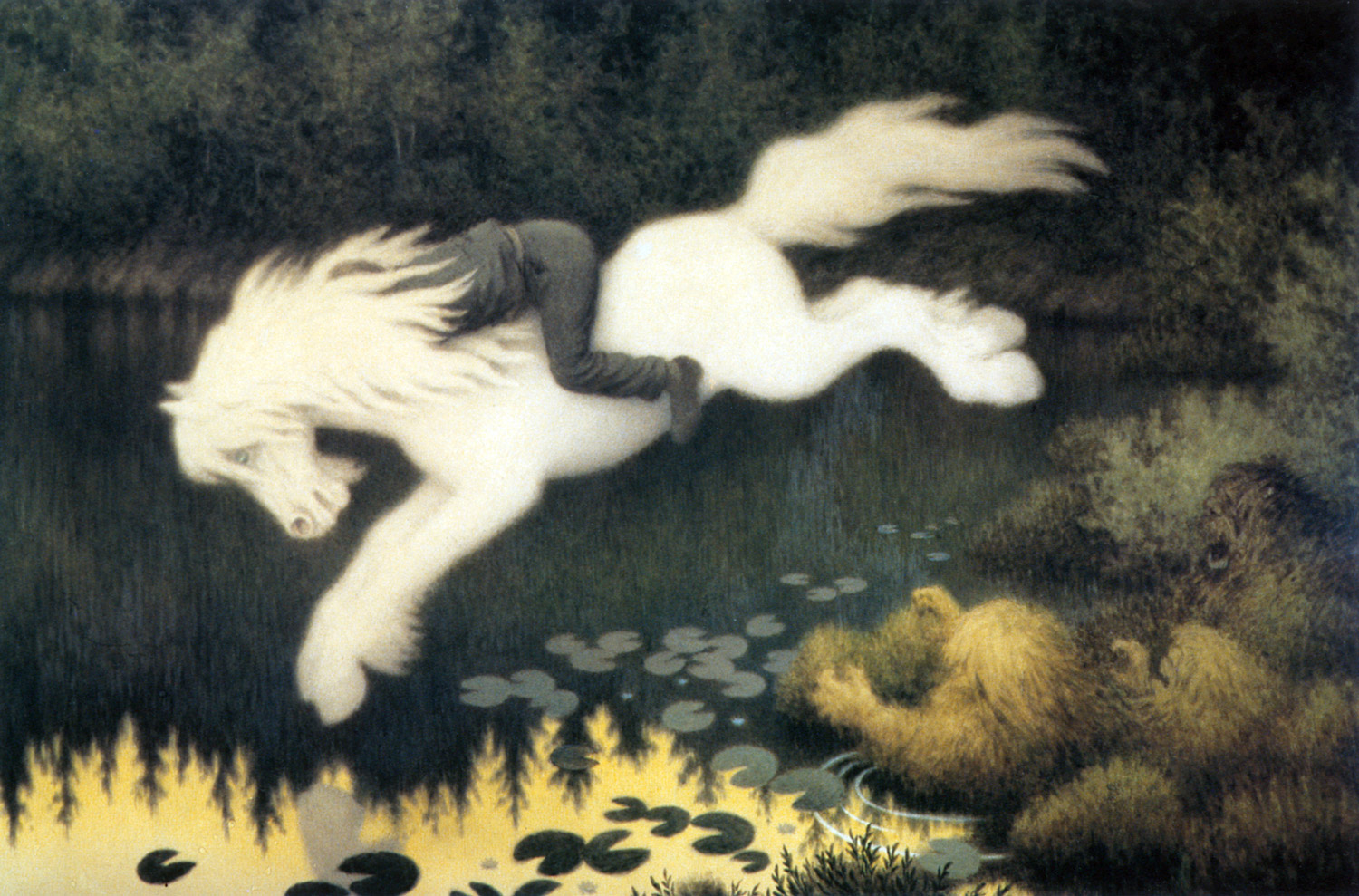
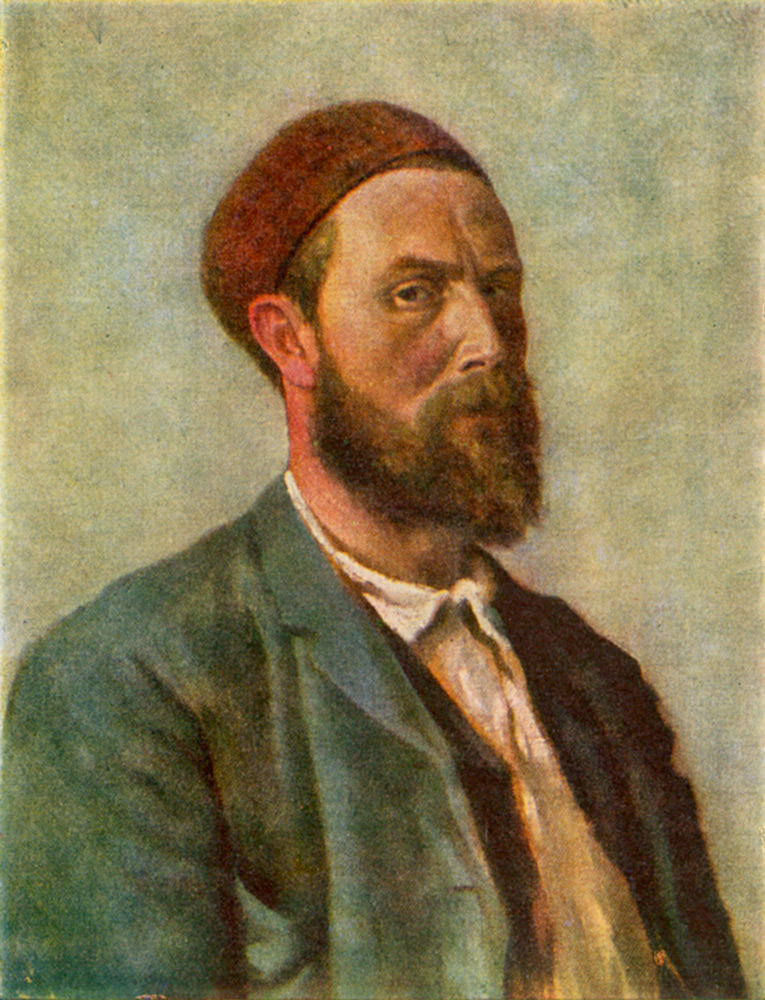